# アラチュア郡 (フロリダ州)
座標: 北緯29度41分 西経82度22分 / 北緯29.683度 西経82.367度
アラチュア郡（英: Alachua County）は、アメリカ合衆国フロリダ州の北部に位置する郡である。人口は27万8468人（2020年）。郡庁所在地はゲインズビルであり、同郡で人口最大の都市である。郡内にはフロリダ大学があり、多様な文化、土地の音楽、工芸品でも知られている。経済の大半はフロリダ大学を中心に回っている。アラチュア郡はゲインズビル大都市圏に属している。

## 歴史
アラチュア郡となった地域は、1740年頃にセミノール族インディアンの先祖である移住性のオコニー族が占有していたとみられている。その最初の集落は昔のアラチュア平原とその近く、現在はペインのプレーリーと呼ばれる所にあった。ペインとはアラチュア集落の酋長"キング"・ペインに因んでおり、"キング"・ペインは1812年にここで死んだ。
「アラチュア」という言葉の意味は、1716年にアパラチー族とアパラチコラ族への遠征を行ったディエゴ・ペーニャ中尉が記した日誌に示唆されている。ペーニャはこの地域を横切り、スワニー郡南部のイチェタックニー川とスワニー川の間を通った。
| 「 | 21日目、イチェタックニー川に隣接する地を離れ、5リーグ移動して彼らがアキラチュアと呼ぶ地で宿営した。この日の移動中にクリークは1つも無かったが、泉が幾つかあった。最初の泉をウシチュア、2つ目の泉をウシパラチュア、3つ目をアファノチュアと名付けた。 | 」 |

豊富な水流の無い泉が陥没穴であり、この地域には多い。これら泉の名前の語尾は全て「チュア」となっており、チュアがティムクア族の言葉で陥没穴を意味すると示唆している。これは郡住民の一般的な意見とは異なっており、郡民は「アラチュア」が陥没穴を意味すると言っている。
アラチュア郡は1824年に設立された。当初の郡庁所在地はニューマンズビルに置かれた。現在のアラチュア市の近くにあった。1854年、フェルナンディナからシーダーキーに至る鉄道新線がニューマンズビルを通らなかった。鉄道沿線にできた新しい町ゲインズビルがニューマンズビルから企業や住人を呼び寄せるようになった。同年、ゲインズビルが新しく郡庁所在地になった。

## 地理
アメリカ合衆国国勢調査局に拠れば、郡域全面積は969.12平方マイル (2,510.0 km2)であり、このうち陸地874.25平方マイル (2,264.3 km2)、水域は94.88平方マイル (245.7 km2)で水域率は9.79%である。

### 隣接する郡
- ブラッドフォード郡 - 北
- ユニオン郡 - 北
- パットナム郡 - 東
- マリオン郡 - 南東
- レビー郡 - 南西
- ギルクリスト郡 - 西
- コロンビア郡 - 北西

## 人口動態
以下は2000年国勢調査による人口統計データである。
| 基礎データ - 人口: 217,955人 - 世帯数: 87,509 世帯 - 家族数: 47,779 家族 - 人口密度: 95人/km2（249人/mi2） - 住居数: 95,113軒 - 住居密度: 42軒/km2（109軒/mi2） 人種別人口構成 - 白人: 73.47% - アフリカン・アメリカン: 19.30% - ネイティブ・アメリカン: 0.25% - アジア人: 3.54% - 太平洋諸島系: 0.03% - その他の人種: 1.40% - 混血: 2.02% - ヒスパニック・ラテン系: 5.73% 先祖による構成 - ドイツ系：11.2% - イギリス系：9.8% - アメリカ人：9.3% - アイルランド系：9.1% - イタリア系：5.0% 言語による構成 - 英語：88.9% - スペイン語：5.6% 年齢別人口構成 - 18歳未満: 20.2% - 18-24歳: 23.2% - 25-44歳: 27.7% - 45-64歳: 19.3% - 65歳以上: 9.6% - 年齢の中央値: 29歳 - 性比（女性100人あたり男性の人口） - 総人口: 95.4 - 18歳以上: 93.2 | 世帯と家族（対世帯数） - 18歳未満の子供がいる: 25.2% - 結婚・同居している夫婦: 38.8% - 未婚・離婚・死別女性が世帯主: 12.3% - 非家族世帯: 45.4% - 単身世帯: 29.1% - 65歳以上の老人1人暮らし: 6.4% - 平均構成人数 - 世帯: 2.34人 - 家族: 2.94人 収入と家計 - 収入の中央値 - 世帯: 31,426米ドル - 家族: 46,587米ドル - 性別 - 男性: 31,971米ドル - 女性: 26,059米ドル - 人口1人あたり収入: 18,465米ドル - 貧困線以下 - 対人口: 22.8% - 対家族数: 12.2% - 18歳未満: 19.4% - 65歳以上: 9.7% |

## 都市と町

### 法人化自治体

#### 都市
1. アラチュア
2. アーチャー
3. ゲインズビル - 郡庁所在地
4. ホーソーン
5. ハイスプリングス
6. ニューベリー
7. ウォルド

#### 町
1. ラクロス
2. マイキャノピー

### 未編入の町
| - キャンプビル - クロスクリーク - エビンストン（一部はマリオン郡） - フェアバンクス - グローブパーク | - ハーグ - ヘイル - ヘイルプランテーション - ジョーンズビル | - メルローズ（一部はブラッドフォード、クレイ、パットナム各郡） - ロシェル - サンタフェ - ウィンザー |

## 政治
アラチュア郡は、大規模州立大学を抱える他の郡と同様、通常は民主党を支持している。最近5回のアメリカ合衆国大統領選挙では常に民主党候補を支持してきた。1988年の選挙はジョージ・H・W・ブッシュが全国的に大勝した年であるが、アラチュア郡は僅差で制しており、共和党としては最後の勝利になっている。
| 年     | 共和党 | 民主党 | その他 |
| ------ | ------ | ------ | ------ |
| 2008年 | 38.5%  | 60.0%  | 1.5%   |
| 2004年 | 42.9%  | 56.1%  | 1.0%   |
| 2000年 | 39.8%  | 55.2%  | 5.0%   |
| 1996年 | 34.0%  | 53.9%  | 12.1%  |
| 1992年 | 29.9%  | 49.6%  | 20.5%  |
| 1988年 | 50.1%  | 48.8%  | 1.1%   |

## 埋め立て地
郡内には5か所の閉鎖された埋め立て地がある。すなわち南西、南東、北西、北東、および北東補助の埋め立て地である。1999年以降、郡内の固形廃棄物は隣接するユニオン郡にあるレイフォードのニューリバー固形廃棄物施設に廃棄している。

## 教育
郡全体の公共教育はアラチュア郡教育学区が管轄しており、47の教育施設がある。高等教育機関としてフロリダ大学とサンタフェ・カレッジがある。

### 政府関連
- Alachua County / Board of County Commissioners
- Alachua County Supervisor of Elections
- Alachua County Property Appraiser
- Alachua County Sheriff's Office
- Alachua County Tax Collector

### 特殊地区
- Alachua County Public Schools
- Suwannee River Water Management District
- St. Johns River Water Management District
- Alachua County Library District

### 司法関連
- Alachua County Clerk of Courts
- Office of the State Attorney, 8th Judicial Circuit of Florida serving Alachua, Baker, Bradford, Gilchrist, Levy and Union Counties
- Circuit and County Court for the 8th Judicial Circuit of Florida

### 環境保護
- Alachua County Environmental Protection Department
- Alachua Conservation Trust

### 観光
- Alachua County Convention and Visitors Bureau